# Copa dos Presidentes da AFC de 2007
A Copa dos Presidentes da AFC de 2007 foi a terceira edição do torneio realizado pela Confederação Asiática de Futebol para os clubes de países considerados "emergentes". O modelo da competição foi mantido, o torneio foi realizado em Lahore, Paquistão

## Grupo A
| Time               | Pts | Col | V | E | D | GF | GC | SG  |
| ------------------ | --- | --- | - | - | - | -- | -- | --- |
| Regar-TadAZ        | 9   | 3   | 3 | 0 | 0 | 16 | 1  | +15 |
| Ratnam Sports Club | 4   | 3   | 1 | 1 | 1 | 9  | 5  | +4  |
| Transport United   | 3   | 3   | 1 | 0 | 2 | 4  | 21 | -17 |
| Pakistan Army      | 1   | 3   | 0 | 1 | 2 | 6  | 8  | -2  |

| 20 de Setembro de 2007 |        |                    |                        |       |
| Pakistan Army          | 3 – 3  | Ratnam Sports Club | Punjab Stadium, Lahore | 20:15 |
| Transport United       | 0 – 13 | Regar-TadAZ        | Punjab Stadium, Lahore | 23:00 |
| 22 de Setembro de 2007 |        |                    |                        |       |
| Regar-TadAZ            | 2 – 1  | Pakistan Army      | Punjab Stadium, Lahore | 19:30 |
| Ratnam Sports Club     | 6 – 1  | Transport United   | Punjab Stadium, Lahore | 22:15 |
| 24 de Setembro de 2007 |        |                    |                        |       |
| Transport United       | 3 – 2  | Pakistan Army      | Punjab Stadium, Lahore | 12:00 |
| Regar-TadAZ            | 1 – 0  | Ratnam Sports Club | WAPDA Stadium, Lahore  | 12:00 |

### Grupo B
| Time                  | Pts | Col | V | E | D | GF | GC | SG  |
| --------------------- | --- | --- | - | - | - | -- | -- | --- |
| Dordoy-Dynamo         | 9   | 3   | 3 | 0 | 0 | 12 | 0  | +12 |
| Mahendra Police Club  | 4   | 3   | 1 | 1 | 1 | 6  | 7  | -1  |
| Khemera Football Club | 3   | 3   | 1 | 0 | 2 | 5  | 10 | -5  |
| Tatung                | 1   | 3   | 0 | 1 | 2 | 0  | 6  | -6  |

| 21 de Setembro de 2007 |       |                      |                        |       |
| Khemera                | 0 – 4 | Dordoy-Dynamo        | Punjab Stadium, Lahore | 19:30 |
| Mahendra Police Club   | 0 – 0 | Tatung               | Punjab Stadium, Lahore | 22:15 |
| 23 de Setembro de 2007 |       |                      |                        |       |
| Tatung                 | 0 – 1 | Khemera              | Punjab Stadium, Lahore | 19:30 |
| Dordoy-Dynamo          | 3 – 0 | Mahendra Police Club | Punjab Stadium, Lahore | 22:15 |
| 25 de Setembro de 2007 |       |                      |                        |       |
| Mahendra Police Club   | 6 – 4 | Khemera              | Punjab Stadium, Lahore | 16:00 |
| Tatung                 | 0 – 5 | Dordoy-Dynamo        | WAPDA Stadium, Lahore  | 18:30 |

## Semi Final
| 27 de Setembro de 2007 |                    |                      |                        |       |
| Regar-TadAZ            | 1 – 2              | Mahendra Police Club | Punjab Stadium, Lahore | 19:30 |
| 28 de Setembro de 2007 |                    |                      |                        |       |
| Dordoy-Dynamo          | 1 – 1 (4 - 3 pên.) | Ratnam Sports Club   | Punjab Stadium, Lahore | 19:30 |

## Final
| 30 de Setembro de 2007 |     |               |                        |       |
| Mahendra Police Club   | 1–2 | Dordoy-Dynamo | Punjab Stadium, Lahore | 19:30 |

### Campeões
| AFC President's Cup 2007 Dordoy-Dynamo Segundo Título |